# جيمس دبليو. وايز
جيمس دبليو. وايز (بالإنجليزية: James W. Wise)‏ هو محامي وسياسي أمريكي، ولد في 3 مارس 1868 في الولايات المتحدة، وتوفي في 8 سبتمبر 1925 في نفس البلد. حزبياً، نشط في الحزب الديمقراطي. وقد انتخب عضو مجلس النواب الأمريكي.